# Daphnia obtusa
Daphnia (Daphnia) obtusa Kurz, 1875 – gatunek wioślarki z rodzaju Daphnia i podrodzaju Daphnia s. str., należący do rodziny Daphniidae.

## Opis
Daphnia obtusa (brak nazwy polskiej). Skorupka w przekroju bocznym szeroko owalna, o ubarwieniu żółtawym do brązowawego. Męskie osobniki sięgają rozmiarów 0,8-1,3 mm, natomiast żeńskie 1,4-3,5 mm.
Występuje w małych i dużych jeziorach, w tymczasowych śródleśnych, dystroficznych zbiornikach oraz zbiornikach górskich. Prawdopodobne występowanie w Polsce.